# Oseja
Oseja – gmina w Hiszpanii, w prowincji Saragossa, w Aragonii, o powierzchni 12,5 km². W 2011 roku gmina liczyła 48 mieszkańców.